# Аделейд (остров)
Аделейд (на английски: Adelaide Island; на испански: Isla Adelaida или Isla Belgrano) е остров в източната част на море Белингсхаузен, попадащо в акваторията на Тихоокеанския сектор на Южния океан. Островът е разположен западно от Антарктическия полуостров (Бряг Лубе на Земя Греъм), от който го отделя фиорда Лобьоф, а на север протока Мата го отделя от групата острови Биско. Дължина от север-североизток на юг-югозапад 139 km, ширина до 37 km, площ 4463 km² (7-и по големина остров край бреговете на Антарктида). Бреговата линия, особено на изток е силно разчленена от множество заливи и полуострови. В южната част е разположена планината Остерит с най-висок връх Годри – 2315 m. В северната половина на острова се издига връх Буве 2072 m.
Част от западното крайбрежие на острова е открито на 15 февруари 1832 г. от английския мореплавател Джон Биско и новооткрития бряг е наименуван от него в чест на кралица Аделаида (1792 – 1849), съпруга на тогавашния крал на Великобритания Уилям IV. През 1904 г. френският полярен изследовател Жан Батист Шарко открива вторично същото крайбрежие и го наименува Бряг Лубе, в чест на тогавашния президент на Франция. През 1910 г., по време на втората си антарктическа експедиция Жан Батист Шарко извършва детайлни изследвания на района и установява, че открития от него бряг представлява голям остров, за който запазва името дадено от Джон Биско, а наименованието Бряг Лубе „премества“ на брега на Антарктическия полуостров, срещу изследвания от него остров. От 1975 г. на югоизточното му крайбрежие, срещу полуостров Ароусмит на Брега Лубе действа британската антарктическа станция „Ротера“.